# Love Live!
Love Live! (ラブライブ！?, Rabu Raibu!) è un media franchise giapponese creato da Hajime Yatate e Sakurako Kimino e co-prodotto dalla casa editrice ASCII Media Works, dallo studio di animazione Bandai Namco Filmworks (fino al 2022 "Sunrise") e dall'etichetta discografica Lantis nel 2010.

Logo ufficiale

A partire da Love Live! School Idol Project, il primo titolo del franchise, sono stati realizzati altri quattro progetti, Love Live! Sunshine!! (2016), Love Live! Nijigasaki High School Idol Club (2019), Love Live! Superstar!! (2021) e Link! Like! Love Live! (2023), dai quali sono stati pubblicati manga, serializzati sulla rivista Dengeki G's Magazine, videogiochi, anime e CD musicali, oltre alla realizzazione di concerti ed eventi live.
Ciascun titolo del franchise parla del cammino di un gruppo di studentesse per diventare school idol e raggiungere il Love Live, la principale competizione del Giappone per idol scolastiche.

## Storia
Love Live! School Idol Project, il primo titolo del franchise, che vede un gruppo di protagoniste fondare un club di idol con l'obiettivo di accrescere la reputazione della loro scuola, è stato annunciato a maggio 2010 sulla rivista Dengeki G's Magazine, con un inizio fissato per il 30 giugno, annunciando la collaborazione con l'etichetta discografica Lantis e con lo studio di animazione Sunrise. La stessa rivista ha pubblicato un articolo per annunciare l'uscita del primo DVD musicale per il 13 agosto, contenente il primo singolo del progetto, Bokura no LIVE, kimi to no LIFE (僕らのLIVE 君とのLIFE?).
A partire dall'agosto 2010, si sono tenuti periodicamente sondaggi online per prendere decisioni sul gruppo. Ad esempio, l'idol classificata prima in un determinato sondaggio sarebbe stata al centro della prima fila nel video musicale successivo. Altri sondaggi sono stati utilizzati per determinare diversi aspetti degli idoli, come acconciature e costumi. Nel dicembre 2010, tramite un sondaggio, viene deciso il nome del gruppo, ovvero "μ's".
A seguito del primo singolo ne sono stati pubblicati altri nei mesi successivi sotto l'etichetta Lantis, e nel febbraio 2012 si è tenuta la prima esibizione in live a Yokohama. Nello stesso mese viene annunciato il primo adattamento anime del franchise da parte di Sunrise per il 2013. Un film intitolato Love Live! The School Idol Movie è uscito nelle sale cinematografiche nel 2015.
Nell'aprile 2013 viene pubblicata negli store giapponesi l'applicazione per mobile Love Live! School Idol Festival, un videogioco ritmico per mobile co-prodotto da KLab Games, Bushiroad e Lantis uscito per Android e iOS, primo titolo della serie di videogiochi omonima. Nel gioco il giocatore deve premere dei tasti a tempo con il ritmo delle canzoni del franchise. Oltre alle musiche, il gioco presenta le idol del franchise, collezionabili con un sistema gacha, oltre a nuovi personaggi e storie inedite. Nel 2014 viene distribuito anche nel resto del mondo.
Nel febbraio 2015 Kadokawa annuncia sul proprio sito web un nuovo progetto per il franchise chiamato Love Live! Sunshine!!, incentrato su un nuovo gruppo di idol che, ispirate dalle μ's, decidono di diventare idol per dare prestigio alla loro scuola. A giugno dello stesso anno, attraverso un sondaggio online sul sito del Dengeki G's Magazine, viene scelto il nome del gruppo, ovvero "Aqours". Il 7 ottobre viene pubblicato il primo singolo del gruppo Kimi no kokoro wa kagayaiteru kai? (君のこころは輝いてるかい？?) a cui seguono altre pubblicazioni musicali. Fra il 2016 e il 2017 viene trasmesso l'adattamento anime di questo progetto, a cui segue un film nel 2018.
Nel 2017 sul sito ufficiale di Love Live! School Idol Festival viene annunciato un terzo progetto, ovvero "Perfect Dream Project", nel quale vengono inclusi i due gruppi precedenti del franchise e nuove idol; fra queste figurano i nove membri che formano il gruppo di Love Live! Nijigasaki High School Idol Club. A differenza dele μ's e delle Aqours, non sono un gruppo tradizionale, ma delle idol che competono per mantenere vivo il loro club scolastico. Il primo album di questo progetto, TOKIMEKI Runners, viene pubblicato nel novembre 2018. È stato realizzato un adattamento animato da parte della Sunrise, con la prima stagione uscita nell'ottobre 2020.
Il 18 e il 19 gennaio 2019, in commemorazione del nono anniversario del franchise, si è tenuto un concerto congiunto alla Saitama Super Arena intitolato Love Live! Fest, al quale hanno partecipato tutti e tre i gruppi, fra cui le μ's, ritornando sul palco dopo una pausa di tre anni. Lo stesso anno ASCII Media Works pubblica il primo volume di Love Live! Days, una rivista affiliata a Dengeki G's Magazine dedicata interamente al franchise. In questa rivista vengono pubblicati gli aggiornamenti sui gruppi delle idol, sugli adattamenti anime e sulle esibizioni in live, e includono delle pagine dai manga della serie.
Nel gennaio 2020 viene annunciato un progetto animato con un nuovo gruppo di idol. Ad aprile dello stesso anno viene pubblicato il primo singolo del nuovo gruppo, Hajimari wa kimi no sora (始まりは君の空?), e a luglio viene rivelato il nome del progetto, ovvero Love Live! Superstar!!. Il nome del gruppo, "Liella!", viene deciso a seguito di una votazione online da parte dei fan sul sito ufficiale della rivista Dengeki G's Magazine.
Nel febbraio 2022 viene annunciato un progetto incentrato su sei "school idol virtuali". Viene in seguito rivelato il nome del gruppo, ovvero "Hasunosora Jōgakuin School Idol Club". Il 29 marzo 2023 viene pubblicato Dream Believers, album d'esordio del gruppo. Il 15 aprile, in contemporanea con l'uscita del videogioco per mobile Love Live! School Idol Festival 2: Miracle Live!, viene pubblicato negli store giapponesi il videogioco per mobile Link! Like! Love Live!, incentrato sul gruppo delle Hasunosora.
Il 29 agosto 2022, tramite l'account Twitter ufficiale del franchise, viene reso noto l'inizio di un nuovo progetto intitolato Love Live! School Idol Musical. Si tratta di un musical teatrale incentrato su 8 studentesse di due licei differenti che gareggiano come idol. Il 26 settembre 2024 è stata annunciata una serie televisiva live action basata sul progetto con data di inizio il 21 novembre.
Il 2 febbraio 2025, durante l'ultima esibizione del Love Live! Series Asia Tour 2024 a Yokohama, è stato annunciato tramite un video promozionale un nuovo progetto intitolato Ikizulive! Love Live! Bluebird, incentrato sul gruppo delle Ikizulive!. Il 12 maggio 2025 sono stati rivelati i personaggi e le doppiatrici del progetto ed è stato annunciato il singolo d'esordio del gruppo "What is my life?" per il 30 giugno dello stesso anno.

## Opere

### Manga e light novel
Il manga di Love Live! è stato serializzato sulla rivista Dengeki G's Magazine a partire dal gennaio 2012, con disegni di Arumi Tokita e storia di Sakurako Kimino. Il 27 settembre 2012 è uscito il primo tankōbon. A partire dal maggio del 2014 i capitoli vengono pubblicati sulla rivista Dengeki G's Comic.
A maggio 2013 è uscita Love Live! School Idol Diary, una light novel scritta da Sakurako Kimino pubblicata in nove volumi, ciascuno corrispondente ad un diario di un membro delle μ's; nel 2014 ha ricevuto anche un adattamento manga.
Nel dicembre 2018 la ASCII Media Works pubblica Nijiyon: Love Live! Nijigasaki Gakuen School Idol Dōkōkai Yon-Koma, un manga yonkoma che tratta della vita del gruppo delle Nijigasaki.

### Anime
A partire dal 2013 sono stati realizzati degli adattamenti animati per ciascuno dei quattro titoli del franchise oltre a tre film. Dal 6 gennaio 2013 al 31 marzo 2013 è andata in onda in Giappone su Tokyo MX la prima stagione di 13 episodi di Love Live! School Idol Project, animata dalla Sunrise, scritta da Jukki Hanada e diretta da Takahiko Kyōgoku, seguita da un OAV uscito il 27 novembre. Una seconda stagione è andata in onda dal 6 aprile al 24 giugno 2014 e il 13 giugno 2015 è uscito il film Love Live! The School Idol Movie nei cinema giapponesi.
La serie anime di Love Live! Sunshine!! è andata in onda dal 2 luglio al 24 settembre 2016 con una seconda stagione andata in onda dal 7 ottobre al 23 dicembre 2017. Entrambe le stagioni sono state distribuite sottotitolate in italiano da Yamato Video: la prima stagione sul proprio canale YouTube, mentre la seconda sul sito Man-ga. Il film della serie, dal titolo Love Live! Sunshine!! The School Idol Movie Over the Rainbow, è uscito nelle sale giapponesi il 4 gennaio 2019.
Dal 3 ottobre al 26 dicembre 2020 è andata in onda la prima stagione di Love Live! Nijigasaki High School Idol Club su Tokyo MX, SUN e KBS, seguita da una seconda trasmessa dal 2 aprile al 22 giugno 2022. Il 23 giugno 2023 è uscito l'OAV Love Live! Nijigasaki High School Idol Club: Next Sky. Un film, che verrà trasmesso in tre parti, è stato annunciato nel 2023. A gennaio del 2024 è stata annunciata l'uscita nelle sale giapponesi della prima parte della trilogia per il 6 settembre dello stesso anno.
La prima stagione di Love Live! Superstar!! è andata in onda in Giappone su NHK Educational TV a partire dall'11 luglio 2022, mentre una seconda dal 17 luglio al 9 ottobre. Una terza stagione è stata trasmessa dal 6 ottobre al 22 dicembre 2024.
| Titolo                                                       | Data di inizio   | Data di fine      | Tipo           | Episodi    | Gruppo     |
| ------------------------------------------------------------ | ---------------- | ----------------- | -------------- | ---------- | ---------- |
| Love Live! School Idol Project                               | 6 gennaio 2013   | 9 giugno 2014     | Serie          | 26 + 1 OAV | μ's        |
| Love Live! The School Idol Movie                             | 13 giugno 2015   | /                 | Film           | 1          | μ's        |
| Love Live! Sunshine!!                                        | 2 luglio 2016    | 30 dicembre 2017  | Serie          | 26         | Aqours     |
| Love Live! Sunshine!! The School Idol Movie Over the Rainbow | 4 gennaio 2019   | /                 | Film           | 1          | Aqours     |
| Love Live! Nijigasaki High School Idol Club                  | 3 ottobre 2020   | 25 giugno 2022    | Serie          | 26 + 1 OAV | Nijigasaki |
| Love Live! Superstar!!                                       | 11 luglio 2021   | 22 dicembre 2024  | Serie          | 36         | Liella!    |
| Nijiyon Animation                                            | 6 gennaio 2023   | 24 giugno 2024    | Serie di corti | 24 + 6 OAV | Nijigasaki |
| Yohane the Parhelion: Sunshine in the Mirror                 | 2 luglio 2023    | 24 settembre 2023 | Serie          | 13         | Aqours     |
| Love Live! Nijigasaki High School Idol Club Kanketsu-hen     | 6 settembre 2024 | in produzione     | Film           | 3          | Nijigasaki |

### Videogiochi
Nel 2013 viene pubblicato per gli store giapponesi di Android e iOS Love Live! School Idol Festival, videogioco ritmico sviluppato da KLab Games e Bushiroad. Nel 2014 viene pubblicata una versione in inglese del gioco per il resto del mondo, e successivamente anche quelle per Cina, Hong Kong, Macao, Taiwan e Corea del Sud. Nel 2023, pochi mesi prima dell'uscita di Love Live! School Idol Festival 2: Miracle Live!, vengono chiusi i server di questo primo gioco.
Nel 2014 Kadokawa ha pubblicato Love Live! School Idol Paradise, videogioco ritmico per la PlayStation Vita, primo titolo per console. Rispettivamente il 16 novembre 2023 e il 22 febbraio 2024 sono stati pubblicati un videogioco a piattaforme intitolato Yohane the Parhelion: Blaze in the Deepblue e un videogioco di carte collezionabili intitolato Yohane the Parhelion: Numazu in the Mirage, entrambi aventi come protagonista l'idol Yoshiko Tsuhima del gruppo delle Aqours. Una visual novel per Nintendo Switch intitolata Love Live! Nijigasaki High School Idol Club: TOKIMEKI Roadmap to Future è stata annunciata il 26 settembre 2024, con la data di uscita fissata per il 24 aprile 2025.
| Titolo                                                                      | Data di uscita    | Piattaforme                                              |
| --------------------------------------------------------------------------- | ----------------- | -------------------------------------------------------- |
| Love Live! School Idol Festival                                             | 15 aprile 2013    | iOS, Android                                             |
| Love Live! School Idol Paradise                                             | 28 agosto 2014    | PS Vita                                                  |
| Love Live! School Idol Festival: After School Activity                      | 6 dicembre 2016   | PS5, PS4                                                 |
| Puchiguru Love Live!                                                        | 28 aprile 2018    | iOS, Android                                             |
| Love Live! School Idol Festival All Stars                                   | 26 settembre 2019 | iOS, Android                                             |
| Love Live! School Idol Festival 2: Miracle Live!                            | 15 aprile 2023    | iOS, Android                                             |
| Link! Like! Love Live!                                                      | 15 aprile 2023    | iOS, Android                                             |
| Yohane the Parhelion: Blaze in the Deepblue                                 | 16 novembre 2023  | PS5, PS4, Nintendo Switch, Xbox One, Xbox Series X/S, PC |
| Yohane the Parhelion: Numazu in the Mirage                                  | 22 febbraio 2024  | PS5, Nintendo Switch, PC                                 |
| Love Live! Nijigasaki High School Idol Club: TOKIMEKI Roadmap to the Future | 24 aprile 2025    | Nintendo Switch                                          |

## Accoglienza

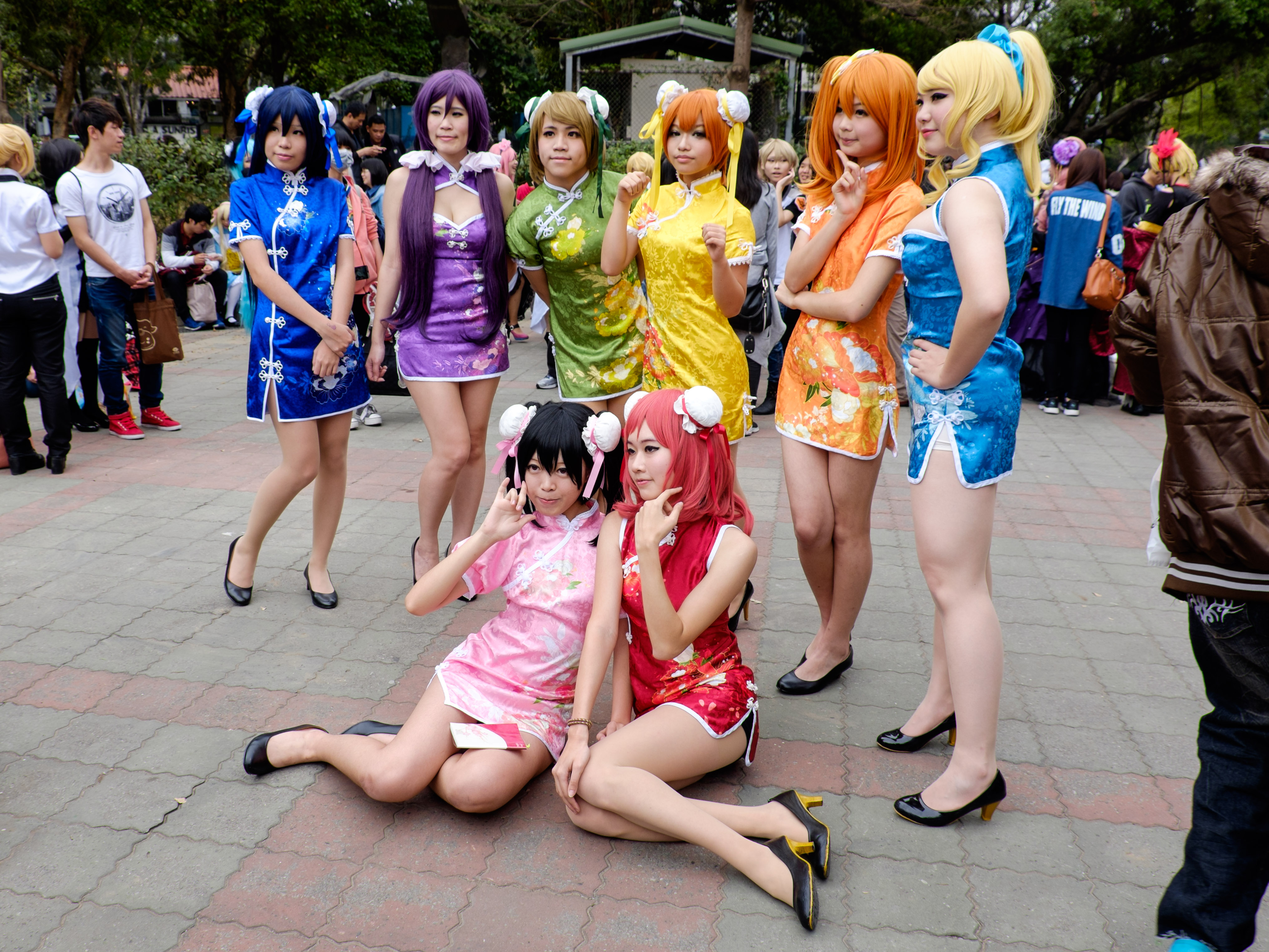
Cosplayer delle μ's al Comic World di Taiwan nel 2015

Il franchise, grazie ad eventi live e online, merchandise, vendita di CD musicali, DVD e contenuti digitali, è entrato spesso nelle classifiche dei titoli più redditizi del Giappone, classificandosi primo nel 2016 e nel 2018.
Nel 2018 l'azienda di abbigliamento COSPA, specializzata nella vendita di vestiti per cosplay, rivelò i dieci costumi più venduti del 2017, con le divise delle scuole di Love Live! Sunshine!! e di School Idol Project rispettivamente al primo e al secondo posto. Nella classifica del 2019 la divisa di School Idol Project figurava al primo posto mentre quella di Nijigasaki School Idol Club al secondo.
L'album μ's Best Album Best Live! Collection II, uscito nel 2015, è arrivato primo nelle classifiche di Oricon e ha ricevuto una certificazione Oro dalla Recording Industry Association of Japan. Anche il singolo delle Aqours Bokura no hashittekita michi wa... (僕らの走ってきた道は...?), incluso nel film Love Live! Sunshine!! The School Idol Movie Over the Rainbow, ha raggiunto la prima posizione nelle classifiche dopo la sua uscita nel 2019.